# Вільяманін
Вільяманін (ісп. Villamanín) — муніципалітет в Іспанії, у складі автономної спільноти Кастилія-і-Леон, у провінції Леон. Населення — 1109 осіб (2010).
Муніципалітет розташований на відстані близько 320 км на північний захід від Мадрида, 37 км на північ від Леона.
На території муніципалітету розташовані такі населені пункти: (дані про населення за 2010 рік)
- Арбас-дель-Пуерто: 2 особи
- Барріо-де-ла-Терсія: 20 осіб
- Бусдонго-де-Арбас: 70 осіб
- Камплонго-де-Арбас: 26 осіб
- Касарес-де-Арбас: 86 осіб
- Кубільяс-де-Арбас: 55 осіб
- Фонтун-де-ла-Терсія: 53 особи
- Гольпехар-де-ла-Терсія: 20 осіб
- Мільяро-де-ла-Терсія: 20 осіб
- Пенділья-де-Арбас: 26 осіб
- Поладура-де-ла-Терсія: 67 осіб
- Родьєсмо-де-ла-Терсія: 128 осіб
- Сан-Мартін-де-ла-Терсія: 25 осіб
- Тонін-де-Арбас: 24 особи
- Велілья-де-ла-Терсія: 5 осіб
- Вентосілья-де-ла-Терсія: 76 осіб
- Віадангос-де-Арбас: 38 осіб
- Вільяманін-де-ла-Терсія: 326 осіб
- Вільянуева-де-ла-Терсія: 42 особи

## Демографія
Динаміка населення (INE ):